# Regius Professor
Regius Professor (Professor rei) és una designació d'una càtedra en diverses universitats del Regne Unit i la República d'Irlanda, en especial a la Universitat d'Oxford, Universitat de Cambridge, Universitat de St Andrews, Universitat de Glasgow, Universitat d'Aberdeen, Universitat d'Edimburg i Universitat de Dublín. Cadascuna d'aquestes càtedres va ser creada per un monarca, i cada indicació de professor, des de 1923 però ja no a Dublin, és aprovada per la Corona britànica.

## Universitat d'Oxford
- Regius Professor of Civil Law (ca. 1540)
- Regius Professor of Divinity (1535)
- Regius Professor of Moral and Pastoral Theology (1842)
- Regius Professor of Ecclesiastical History (1842)
- Regius Professor of Hebrew (1546)
- Regius Professor of Medicine (1546)
- Regius Professor of Greek (ca. 1541)
- Regius Professor of Modern History (1724)

## Universitat de Cambridge
- Regius Professor of Botany (1724/2009)
- Regius Professor of Civil Law (1540)
- Regius Professor of Divinity (1540)
- Regius Professor of Engineering (1875/2011)
- Regius Professor of Greek (1540)
- Regius Professor of Hebrew (1540)
- Regius Professor of Modern History (1724)
- Regius Professor of Physic (1540)

## Universitat de St Andrews
- Regius Professor de Matemática (1668)

## Universitat de Glasgow
- Regius Professor of Medicine and Therapeutics, Glasgow (1637/1713)

- Regius Professor of Materia Medica, Glasgow (1831) (merged in 1989 with Medicine and Therapeutics)

- Regius Professor of Law, Glasgow (1713)
- Regius Professor of Anatomy, Glasgow (1718)
- Regius Professor of Astronomy, Glasgow (1760)
- Regius Professor of Zoology, Glasgow (1807)
- Regius Professor of Obstetrics and Gynaecology, Glasgow (1815)
- Regius Professor of Surgery, Glasgow (1815)
- Regius Professor of Chemistry, Glasgow (1817)
- Regius Professor of Botany, Glasgow (1818)
- Regius Professor of Forensic Medicine, Glasgow (1839)
- Regius Professor of Physiology, Glasgow
- Regius Professor of Civil Engineering, Glasgow
- Regius Professor of English Language and Literature, Glasgow (1861)
- Professor of Ecclesiastical History, Glasgow (1716–1935)

## Universitat d'Aberdeen
- Regius Professor of Anatomy (1863)
- Regius Professor of Botany
- Regius Professor of English Literature
- Regius Professor of Greek
- Regius Professor of Humanity (formerly Classics)
- Regius Professor of Logic
- Regius Professor of Mathematics
- Regius Professor of Medicine
- Regius Professor of Moral Philosophy
- Regius Professor of Natural Sciences
- Regius Professor of Obstetrics and Gynaecology (formerly Midwifery)
- Regius Professor of Physiology
- Regius Professor of Surgery (1839)

## Universitat d'Edimburg
- Regius Professor of Public Law and the Law of Nature and Nations (1707)
- Regius Professor of Geology
- Regius Professor of Astronomy, Edinburgh
- Regius Chair of Clinical Surgery
- Regius Chair of Engineering

## Universitat de Dublin
- Regius Professor of Laws (Dublin)
- Regius Professor of Physic (Dublin) (1637?)
- Regius Professor of Greek (Trinity) (1761)
- Regius Professor of Surgery (Dublin) (1852/1868)

## Noves càtedres (2013)
L'octubre de 2012 es va anunciar que la reina Elisabet II del Regne Unit crearis 6 càtedres noves pel tal de remarcar el seu jubileu de diamant. El gener de 2013 va ser anunciada la llista completa amb un total de 12 noves càtedres.
- Universitat de Dundee - Ciències de la Vida
- Universitat d'Essex - Ciències polítiques
- Imperial College London - Enginyeria
- King's College de Londres - Psiquiatria
- London School of Economics - Economia
- Universidade de Manchester - Física
- The Open University - Educació oberta/Open Education
- Universidade de Reading - Meteorologia i Ciència del Clima
- Royal Holloway, University of London - Música
- Universidade de Southampton - Computer Science/Informàtica
- University of Surrey - Enginyeria electrònica
- Universidade de Warwick - Matemàtica